# Rohan Campbell
Rohan Sebastian Campbell, född 23 september 1997 i Calgary i Alberta (uppvuxen i Cochrane i samma provins), är en kanadensisk skådespelare, vars föräldrar ursprungligen kommer från Storbritannien. Han är bland annat känd för att spela rollen som Frank Hardy i TV-serien The Hardy Boys (2020–2023), och Corey Cunningham i slasherfilmen Halloween Ends (2022).
Rohan Campbell har även medverkat i TV-produktioner som Klondike (2014), Mech-X4 (2016–2018), The 100 (2019) och iZombie (2019). Han flyttade från uppväxtstaden Cochrane till Vancouver när han var sjutton år gammal.

## Filmografi (i urval)

### Filmer
- 2009 – Santa Baby 2: Christmas Maybe (TV-film)
- 2013 – The Right Kind of Wrong
- 2014 – The Valley Below
- 2015 – Djävulen
- 2017 – Crash Pad
- 2018 – Boundaries
- 2018 – Richard Says Goodbye
- 2020 – Operation Christmas Drop
- 2022 – Halloween Ends
- 2025 – The Monkey

### TV-serier
- 2014 – Klondike (TV-serie)
- 2016–2018 – Mech-X4 (TV-serie)
- 2017 – Once Upon a Time (TV-serie)
- 2018 – Supernatural (TV-serie)
- 2019 – Unspeakable (TV-serie)
- 2019 – Valley of the Boom (TV-serie)
- 2019 – Project Blue Book (TV-serie)
- 2019 – iZombie (TV-serie)
- 2019 – The 100 (TV-serie)
- 2019–nutid – Virgin River (TV-serie)
- 2020 – Sacred Lies (TV-serie)
- 2020 – Snowpiercer (TV-serie)
- 2020–2023 – The Hardy Boys (TV-serie)